# Botifarra de perol
Una botifarra de perol és un embotit de porc típic de les comarques gironines i del Maresme. S'elabora amb el budell prim, on s'introdueix carn del cap de porc, el cor, el ronyó i la perdiu, greix, cotnes, freixura i sang de porc, el que el converteix en un aliment molt energètic. Antigament la cocció es feia en un perol, recipient d'on prové el nom. Sovint es serveix amb fesols, en algunes ocasions desfeta.